# Олександрівське (місцевість)
Олекса́ндрівське (Олександрівка) — житловий масив у східній частині Покровського району, закладений у кінці ХІХ ст. сім'ями гірників Олександрівського рудника.

## Загальні відомості
Являв собою хаотичну забудову землянок і бараків. Розвитку набув у 50-60-х рр. До складу входить однойменна вулиця, мешкає 120 осіб.